# Делькин, Артём Валерьевич
Артём Вале́рьевич Де́лькин (2 августа 1990, Куйбышев, РСФСР, СССР) — российский футболист, нападающий.

## Карьера

### Клубная
Воспитанник Академии футбола имени Юрия Коноплёва. Первой профессиональной командой стали  «Крылья Советов-СОК», в составе которых дебютировал 29 апреля 2006 года в матче против «Тюмени», в этой же встрече забил и свой первый гол. Всего за два сезона в димитровградской команде во втором дивизионе провёл 34 матча и забил 5 мячей, в Кубке России — 2 матча.
В 2008 году, как и большинство игроков «Крыльев Советов-СОК», Делькин перешёл в «Тольятти», где также играл почти 2 года, забив 21 мяч в 46 играх второго дивизиона. Часть сезона-2009 Делькин провёл в клубе «Нижний Новгород». Позднее выступал за «КАМАЗ». Сезон 2011/12 провёл в составе владимирского «Торпедо». По итогам торпедовцы сохранили место в ФНЛ, а Делькин в последнем матче c «Балтикой» отметился хет-триком.
Перед началом сезона 2012/13 стал футболистом «Крыльев Советов». Получил в новой команде 63-й номер. Рассматривался в первую очередь, как замена Сергею Корниленко. В РФПЛ дебютировал 22 июля в домашней игре с «Тереком».
Первый гол в официальном матче за «Крылья Советов» забил 27 сентября во встрече 1/16 финала Кубка России 2012/13 с «Газовиком». Мяч, забитый Делькиным в дополнительное время на 113-й минуте, стал победным для «Крыльев Советов». Первый мяч в чемпионате России забил в матче против нижегородской «Волги» 7 декабря 2013 года, принеся «Крыльям Советов» выездную победу 2:1.

### В сборной
Будучи игроком «Торпедо», получил вызов в молодёжную сборную России.
В составе команды стал победителем Кубка Содружества-2012, забив в финальном матче 2 мяча.
31 мая 2013 года попал в расширенный список студенческой сборной России для участия во Всемирной Универсиаде в Казани, 23 июня был включён в окончательный список игроков.